# Чкопиани
Чкопиани (груз. ჭყოპიანი) — село в Грузии, на территории Каспского муниципалитета края (мхаре) Шида-Картли.

## География
Село находится в центральной части Грузии, на правом берегу реки Тедзами (правый приток Куры), на расстоянии приблизительно 11 километров (по прямой) к юго-западу от города Каспи, административного центра муниципалитета. Абсолютная высота — 746 метров над уровнем моря.

## Население
По результатам официальной переписи населения 2014 года, в Чкопиани проживало 23 человека (12 мужчин и 11 женщин). В национальной структуре населения грузины составляли 87 %, русские — 4,3 %, осетины — 4,3 %.
| Год  | Население, человек |
| ---- | ------------------ |
| 2002 | 43                 |
| 2014 | ↘ 23               |